# Ruda (Friaul-Julisch Venetien)
Ruda (im furlanischen Dialekt auch Rude) ist eine nordostitalienische Gemeinde (comune) mit 2787 Einwohnern (Stand 31. Dezember 2023) in der Region Friaul-Julisch Venetien. Die Gemeinde liegt etwa 28 Kilometer südsüdöstlich von Udine. Einen Teil der Gemeindegrenze bildet der Isonzo. Der Gebrauch der Furlanischen Sprache in ihrer zentralfriaulischen Ausprägung ist weit verbreitet.

## Geschichte
Die Gründung Rudas (ursprünglich wohl Riuda) dürfte im 7. oder 8. Jahrhundert gelegen haben. Zunächst durch die Ungarn zerstört, wurde die Gemeinde durch die Kreuzritter wieder aufgebaut. Die Gemeinde war bis zum Ende des Ersten Weltkriegs Teil der Grafschaft Görz und Gradisca, wobei sie dem Gerichtsbezirk Cervignano unterstellt war, der wiederum Teil des Bezirks Monfalcone war.

## Verkehr
Durch die Gemeinde führt die frühere Strada Statale 351 di Cervignano (heute eine Regionalstraße) von Cervignano del Friuli kommend nach Gorizia.

## Sehenswürdigkeiten
Zu den Sehenswürdigkeiten gehören die Kirche Santo Stefano Protomartire, die zwischen 1828 und 1833 erbaut wurde, und die Villa Iachia, die auf das 17. Jahrhundert zurückgeht.
In der zu Ruda gehörenden Fraktion Saciletto  befindet sich die Kirche St. Peter und Paul, mit deren Bau 1687 begonnen wurde. Die Ursprünge des dortigen Castello gehen auf das 13. Jahrhundert zurück. Erwähnenswert ist auch die Kirche San Tommaso Apostolo in der Fraktion Perteole, die 1570 eingeweiht wurde.

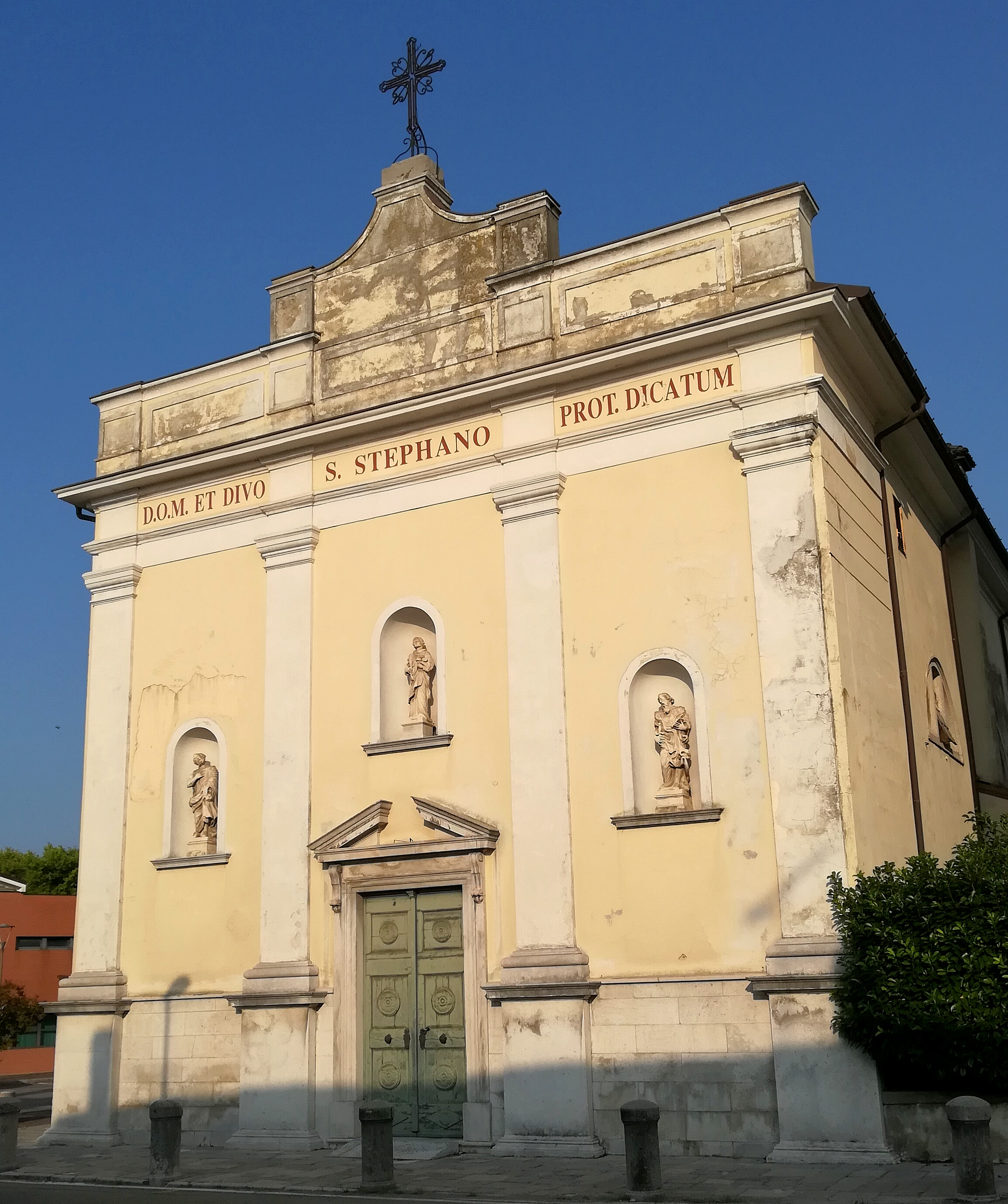
Kirche Santo Stefano Protomartire
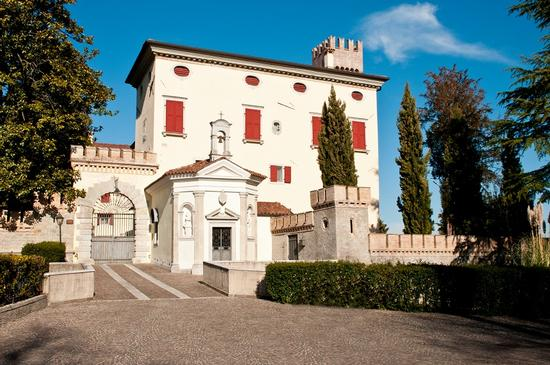
Castello di Saciletto
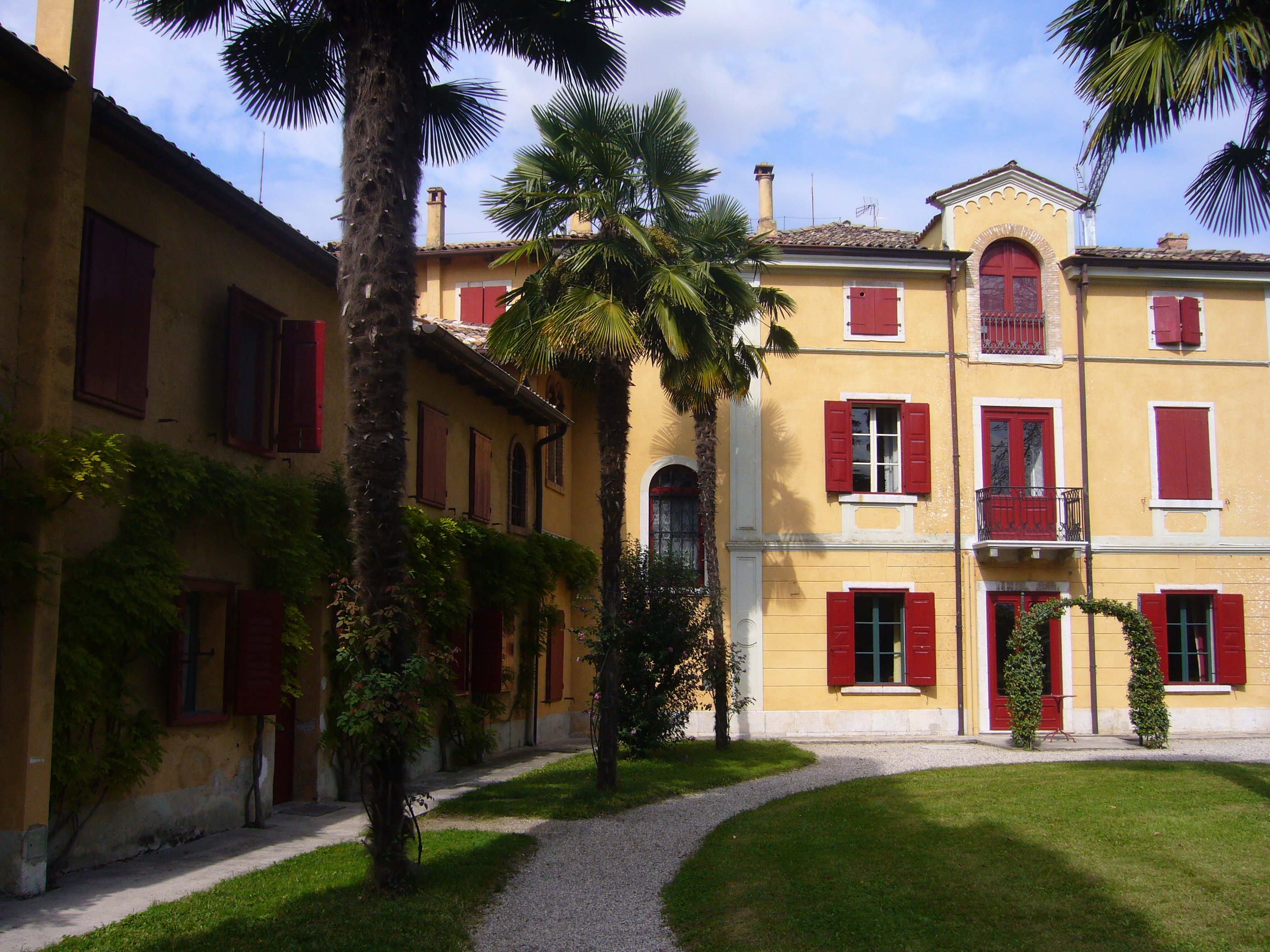
Villa Iachia
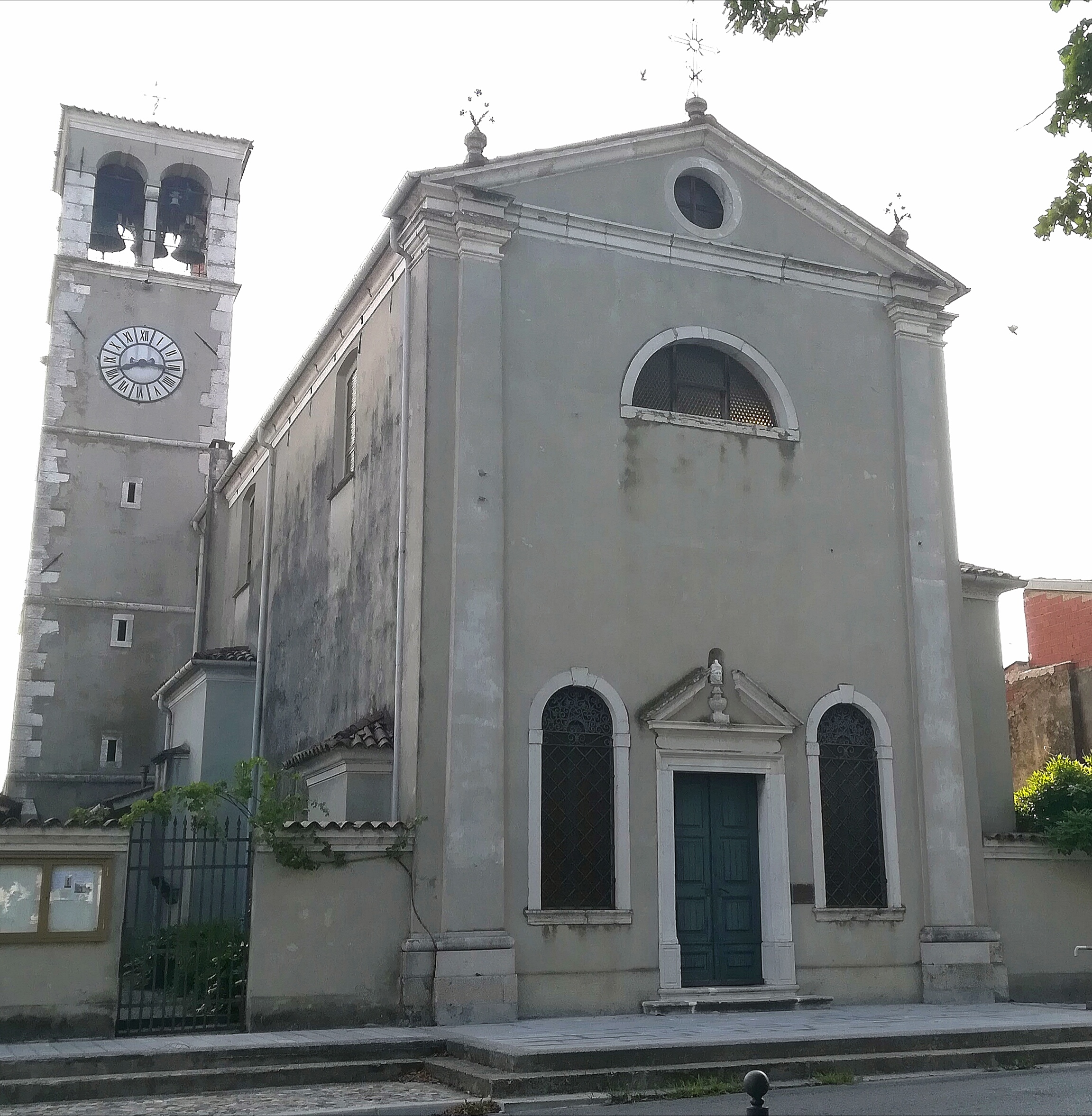
Kirche St. Peter und Paul in Saciletto
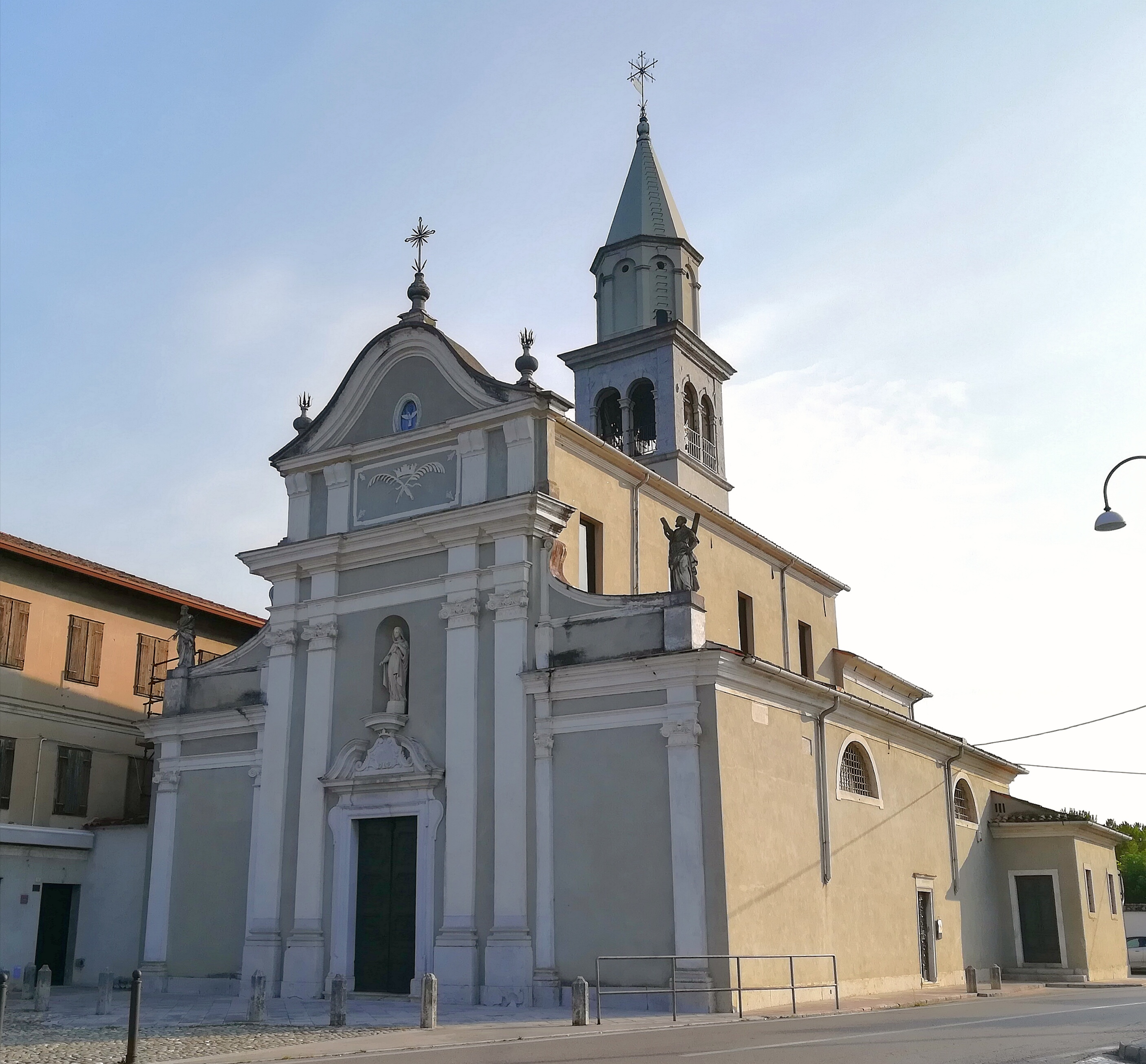
Kirche San Tommaso Apostolo in Perteole

## Persönlichkeiten
- Tarcisio Burgnich (1939–2021), Fußballspieler, Europapokalsieger und Vizeweltmeister